# Wookie (musicien)
Pour les articles homonymes, voir Wookie.
Wookie, de son vrai nom Jason Chue (né le 27 juillet 1986 à Londres), est un musicien britannique de musique électronique. Il obtient le succès en atteignant le top 10 britannique en 2000 avec son morceau Battle.

## Biographie
La carrière de Chue débute en 1991 en tant que producteur pour l'artiste britannique de RnB/reggae Wayne Marshall, produisant la majeure partie de son premier album 90 Degrees and Rising en 1994. Peu après, Chue devient auteur/producteur pour Soul II Soul dans leur studio, travaillant avec Jazzie B pendant plusieurs années. Il produira également pour Dynamite MC et Doom Man.
En 2013, Wookie apparaît aux côtés de nombreux autres pionniers du garage dans un documentaire explorant l'héritage du garage britannique, Rewind 4Ever : The History of UK Garage. Toujours en 2013, Wookie produit des remixes de Voices. de Disclosure et de « Walking on Water » d'Eliza Doolittle. Le 31 décembre 2013, Wookie et Zed Bias sont les têtes d'affiche de la soirée Bruk Out à la Big Chill House de King's Cross, à Londres.

## Discographie

### Albums studio
- 2000 : Wookie

### Singles
- 1999 : Down on Me/Scrappy
- 2000 : What's Going On
- 2000 : Battle (feat. Lain)
- 2000 : Get Enuff (feat. Lain)
- 2001 : Back Up (To Me) (feat. Lain)
- 2006 : Sunshine in the Rain (feat. Lain)
- 2006 : Live On
- 2007 : Do You Believe? (feat. Xavier)
- 2008 : Falling Again/Gallium (feat. NY)
- 2012 : 2 Us (feat. Rachel K Collier)
- 2013 : Storm/Stargate
- 2013 : Far Eat/Duppy
- 2013 : Jaguar/Saturn
- 2013 : Loco/Weird Science
- 2013 : Hype Up/Trooper (feat. Virgo Don)
- 2013 : The Hype (feat. Eliza Doolittle)
- 2013 : Taboo/Solar
- 2013 : Spider/Brazil
- 2014 : Higher (feat. Zac Abel)

### Remixes partiels
- 1999 : Gabrielle - Sunshine (Wookie Main Mix)
- 2000 : Sia - Little Man (Exemen Remix)
- 2006 : Dem Franchize Boyz - Lean wit It, Rock wit It (Exemen Master Mix)
- 2012 : Cover Drive - Sparks (Wookie Remix)
- 2013 : Disclosure - Voices (Wookie Remix)
- 2013 : Wilkinson - Too Close (Wookie Remix)
- 2013 : Eliza Doolittle - Walking on Water (Wookie Remix)
- 2019 : Craig David - Do You Miss Me Much (Wookie Remix)
- 2020 : Moon Boots - Clear (The Remixes)
- 2020 : Disclosure et Mick Jenkins - Who Knew? (Wookie Remix)